# Округ Бјут (Калифорнија)
Бјут (енгл. Butte County) је округ у америчкој савезној држави Калифорнија.

## Демографија
По попису из 2010. године број становника је 220.000, што је 16.829 (8,3%) становника више него 2000. године.
| Група             | 2000.           | 2010.           |
| Белци             | 162.564 (80,0%) | 165.416 (75,2%) |
| Афроамериканци    | 2.816 (1,4%)    | 3.415 (1,6%)    |
| Азијати           | 6.752 (3,3%)    | 9.057 (4,1%)    |
| Хиспаноамериканци | 21.339 (10,5%)  | 31.116 (14,1%)  |
| Укупно            | 203.171         | 220.000         |